# Orrin Upshaw
Orrin Upshaw (WaKeeney, 23 juillet 1874 - Saint-Louis, 15 août 1937) fut un ancien tireur à la corde américain. Il a participé aux Jeux olympiques de 1904 et remporta la médaille d'argent avec l'équipe américaine St. Louis Southwest Turnverein №1.